# Six Jours de Minneapolis
Les Six Jours de Minneapolis sont une course cycliste de six jours disputée à Minneapolis, aux États-Unis. Sept éditions ont lieu entre 1931 et 1936.

## Palmarès
| Année    | Vainqueur                                     | Deuxième                              | Troisième                                   |
| -------- | --------------------------------------------- | ------------------------------------- | ------------------------------------------- |
| 1931     | Jules Audy William Peden                      | Brask Anderson Bernhard Stübecke      | Pierre Gachon Henri Lepage                  |
| 1932     | Jules Audy William Peden                      | Dave Lands Bobby Thomas               | Albert Crossley Reginald McNamara           |
| 1933     | Henri Lepage William Peden                    | Jules Audy Piet van Kempen            | Harry Horan Freddy Zach                     |
| 1934     | Reginald Fielding Piet van Kempen Heinz Vopel | Henri Lepage William Peden Jules Audy | Jimmy Walthour Albert Crossley Ernst Bühler |
| 1935     | Frank Bartell Fred Ottevaire                  | Jules Audy Albert Crossley            | Werner Miethe Heinz Vopel                   |
| 1936 (1) | Reginald Fielding Henri Lepage                | Frank Bartell Fred Ottevaire          | Mike Defilippo Frank Keating                |
| 1936 (2) | Fred Ottevaire Freddy Zach                    | George Dempsey William Peden          | Mike Defilippo Jerry Rodman                 |